# Bernhard Kohl

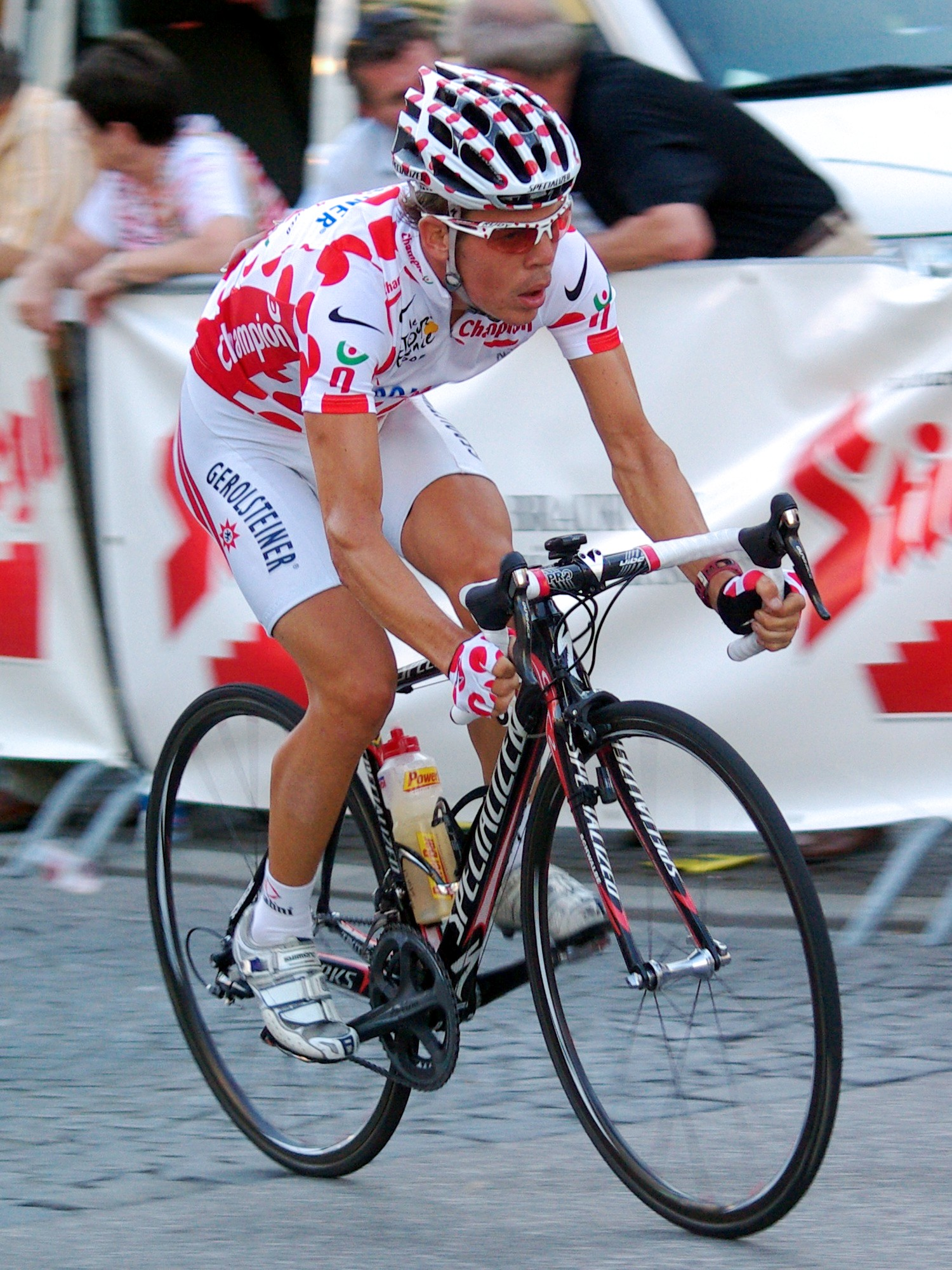
Berhard Kohl roku 2008

Bernhard Kohl (* 4. leden 1982, Vídeň) je bývalý rakouský cyklista, který naposledy soutěžil za německý tým Gerolsteiner.

## Kariéra
Letních olympijských her 2008 v Pekingu se nezúčastnil, a jako důvod uvedl, že se chce plně soustředit na Tour de France 2008, kde nakonec skončil na třetím místě.
V listopadu 2008 ho po pozitivním dopingovém nálezu Rakouská antidopingová agentura suspendovala na dva roky. V krvi mu byl zjištěn krevní doping CERA. O pár měsíců později, v květnu 2009 ukončil kariéru a zároveň se přiznal, že dopuje od svých 19 let. Dodal, že v profesionální cyklistice není šance zvítězit bez dopingu.